# 明斯克统治者列表
明斯克是中世纪罗斯境内的一个存在时间很短的公国。1101年，波洛茨克王公弗谢斯拉夫·布里亚奇斯拉维奇将其子格列布·弗谢斯拉维奇封至此地，其后代成为明斯克的统治者家族。13世纪，这个公国被立陶宛大公国吞并。明斯克现在是白俄罗斯的首都。
所有明斯克王公都属于留里克王朝。

## 历代王公
- 格列布·弗谢斯拉维奇 1101年－1119年
  - 被基辅大公兼并 1119年－1146年
- 罗斯季斯拉夫·格列波维奇 1146年－1151年
- 沃洛达里·格列波维奇 1151年－1159年
- 罗斯季斯拉夫·格列波维奇 1159年－1165年
- 沃洛达里·格列波维奇 1165年－1167年
- 弗拉基米尔·沃洛达列维奇 1180年－1182年
  - 被立陶宛兼并